# Prueba de Sakaguchi
La prueba de Sakaguchi es una prueba química que se utiliza para detectar la presencia de arginina en proteínas. Lleva el nombre del científico de alimentos y químico orgánico japonés, Shoyo Sakaguchi (1900 - 1995), que describió la prueba en 1925. El reactivo de Sakaguchi utilizado en la prueba consiste en 1-naftol y una gota de hipobromito de sodio. El grupo guanidina en la arginina reacciona con el reactivo de Sakaguchi para formar un complejo de color rojo.